# Tambor de hendidura (Vanuatu)

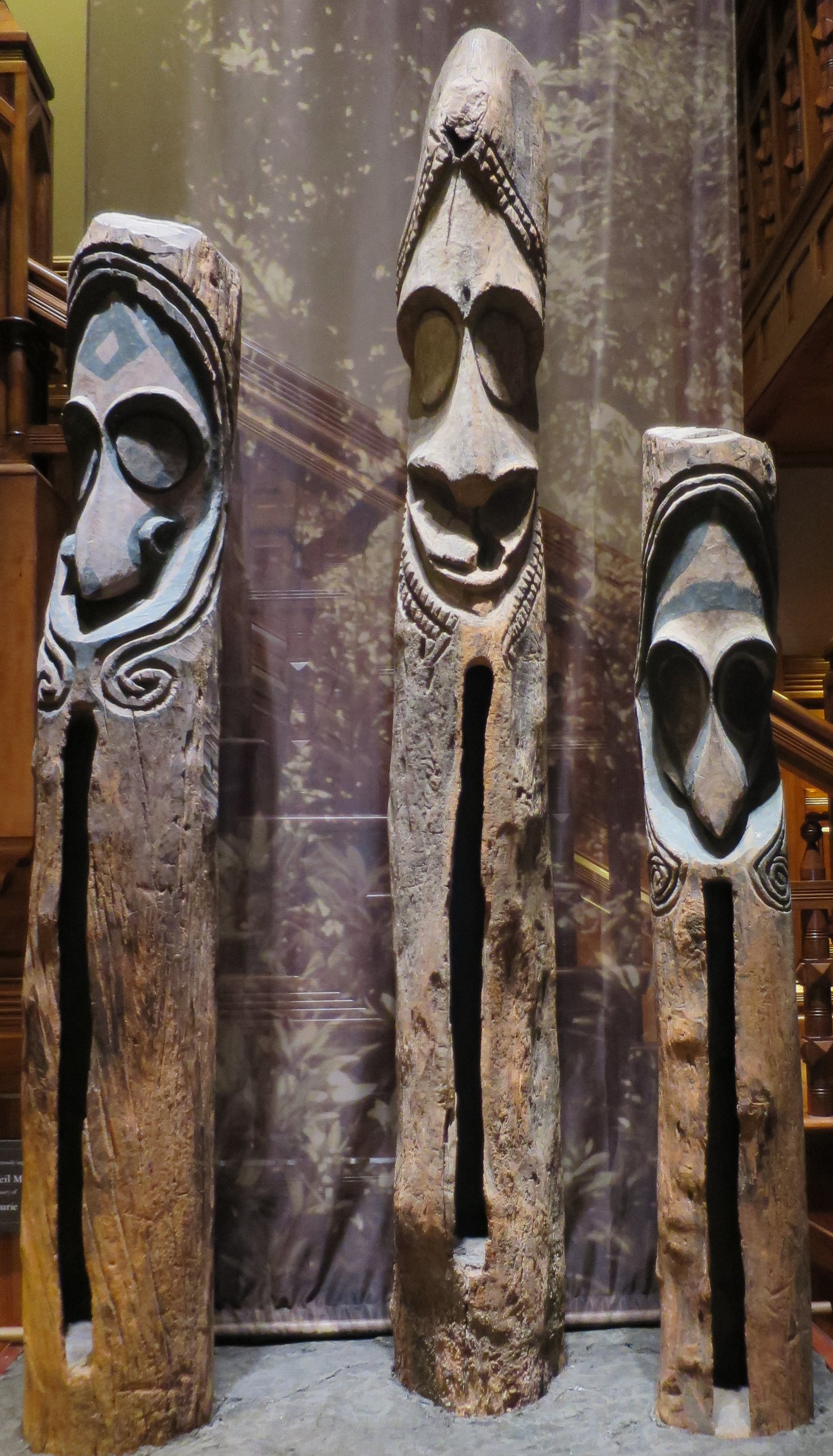
Tambores de hendidura del Bishop Museum.

En Vanuatu, un tambor de hendidura es un instrumento musical que tradicionalmente es tocado por hombres de alto rango, suelen tener una altura de unos tres metros y son troncos de árboles ahuecados por artesanos.
En la mayoría de las islas de Vanuatu, el tambor tiene poca o ninguna decoración, y se toca horizontalmente en el suelo. Sin embargo, en la isla de Ambrym, estos tambores se colocan verticalmente en el suelo; están decorados con una o varias caras con ojos de disco, que representan figuras ancestrales, tal figura se llama «tamtam». La forma distintiva de estos tambores de Ambrym los ha convertido en un ícono de Vanuatu en su conjunto; con frecuencia se encuentran en museos de todo el mundo, también están representados en los billetes de Vanuatu y en la industria del turismo.

## Significado cultural

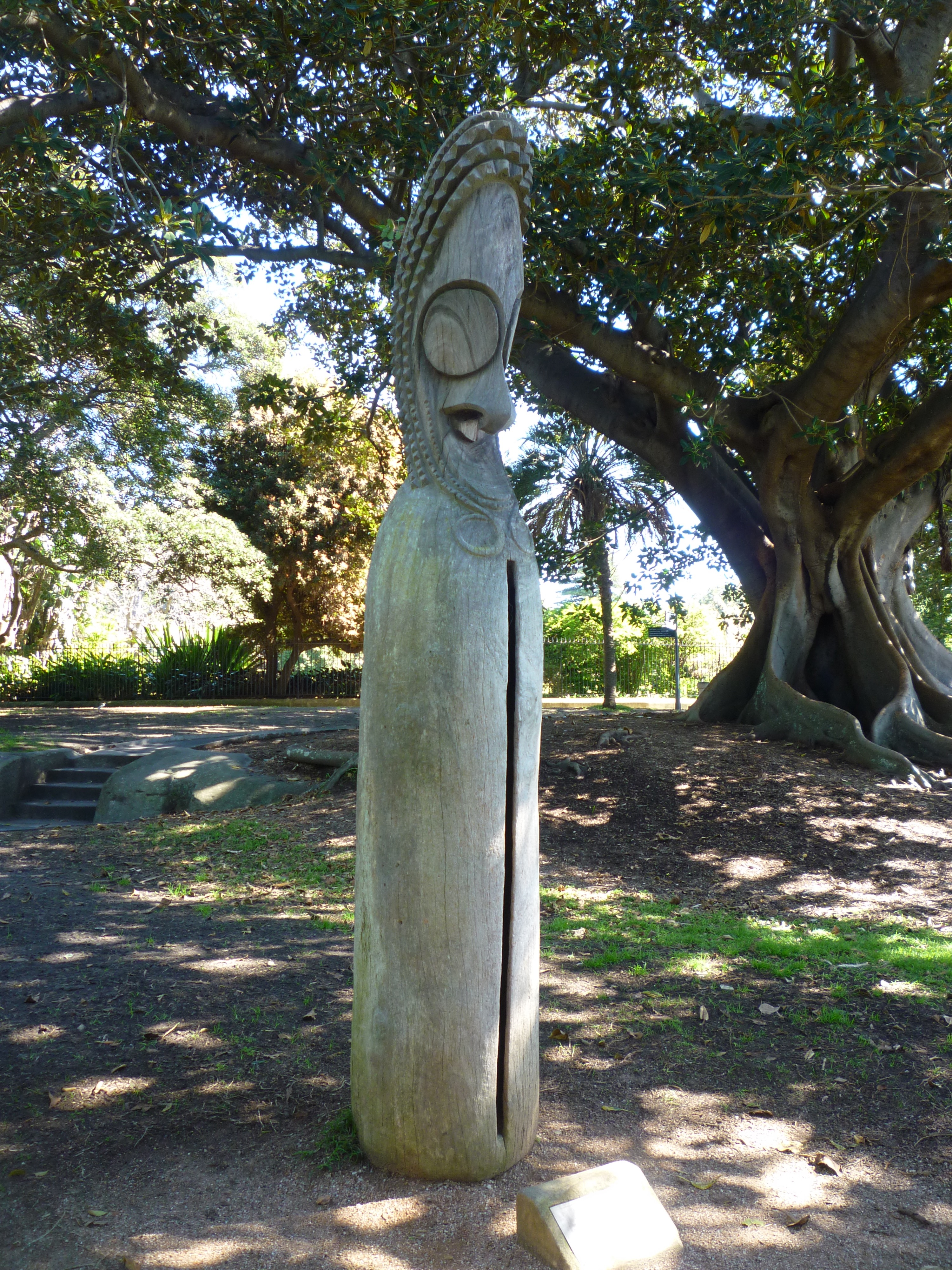
Tambor de hendidura de Ambrym, Vanuatu, en Real Jardín Botánico de Sídney.

Los tambores de hendidura, decorados o no, tienen un significado para la economía y la sociedad tradicionales de Vanuatu: pueden ser un signo de la riqueza y el estatus social de un hombre dentro del sistema político de las sociedades graduadas. Los tambores a veces se encuentran en lugares de baile ceremoniales y otros lugares de reunión. Se han utilizado para ritmos de baile, pero también para fines de señalización. Se dice que un «tamtam» contiene espíritus, algunos buenos, otros malos, y con frecuencia se colocan en posición vertical en el perímetro de una propiedad o fuera de una casa como protección. 

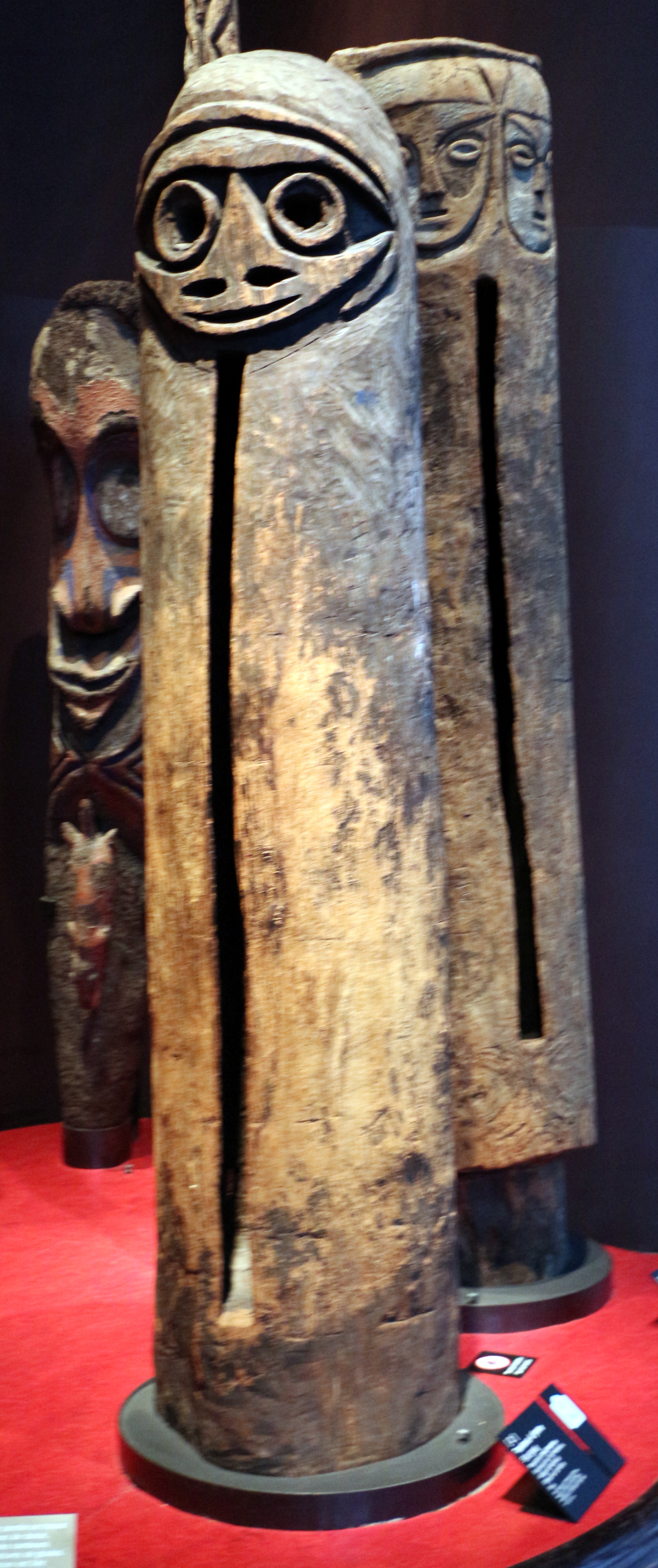
Tambor de hendidura de la isla Malekula de Vanuatu.

## Instrumentos tradicionales
La música tradicional sigue prosperando en las zonas rurales de Vanuatu. Los instrumentos musicales consisten en su mayoría en idófonos: tambores de diversas formas y tamaños, gongs cortados, así como sonajeros, entre otros. En varias regiones, los aerófonos, como caracolas, silbatos o flautas de bambú, son (o solían ser) tocados. También se encontraban membranófonos y cordófonos en algunas áreas, pero cayeron en desuso durante la época colonial. Los grandes tambores de hendidura que simbolizan a Vanuatu pertenecen a estos instrumentos tradicionales; se utilizaron con mayor frecuencia como tambores musicales para acompañar ciertas danzas, pero también, aunque rara vez, como un medio de comunicación ritual. Aunque se extienden por todo Vanuatu, se usan verticalmente únicamente en las áreas centrales del archipiélago (principalmente en Ambrym). La llamada música tradicional es en realidad un término de portada muy general que abarca una amplia y compleja variedad de géneros musicales conocidos por cada comunidad local, de manera muy similar al vago término «música clásica» de las sociedades occidentales.